# Władysław Ryszanek
Władysław Józef Ryszanek (ur. 11 września 1893 w Bochni, zm. 8 marca 1943 w Rothesay na szkockiej wyspie Bute) – podpułkownik dyplomowany Wojska Polskiego, urzędnik konsularny, kawaler Orderu Virtuti Militari.

## Życiorys
Służył w Legionach Polskich w 5 pułku piechoty. W latach 20. XX w. był piłkarzem drużyn Strzelec (1922), Lauda (1923) i Pogoń Wilno.
Jako oficer zawodowy Wojska Polskiego pełnił m.in. obowiązki jednego z adiutantów Józefa Piłsudskiego (1926), zastępcy komendanta twierdzy w Brześciu, formalnie Specjalnego Oddziału przy Wojskowym Więzieniu Śledczym nr IX (1930).
3 maja 1926 został mianowany majorem ze starszeństwem z 1 lipca 1925 roku i 96. lokatą w korpusie oficerów piechoty. W czerwcu tego roku został przydzielony do Oddziału Sztabowego Ministerstwa Spraw Wojskowych na stanowisko dowódcy oddziału. Z dniem 1 lutego 1927 został przesunięty na stanowisko komendanta Kwatery Głównej MSWojsk. W listopadzie tego roku został przeniesiony do kadry oficerów piechoty z równoczesnym przydziałem do Komendy Miasta Warszawa na stanowisko pełniącego obowiązki zastępcy komendanta. W grudniu 1929 został powołany do Wyższej Szkoły Wojennej w Warszawie, w charakterze słuchacza kursu 1929–1931. 2 grudnia 1930 został mianowany podpułkownikiem ze starszeństwem z 1 stycznia 1931 roku i 44. lokatą w korpusie oficerów piechoty. Z dniem 1 września 1931, po ukończeniu kursu i otrzymaniu dyplomu naukowego oficera dyplomowanego, został przeniesiony do 21 pułku piechoty w Warszawie na stanowisko zastępcy dowódcy pułku. W tym samym roku towarzyszył generałowi Gustawowi Orlicz-Dreszerowi w czasie wizyty w Waszyngtonie i Białym Domu. Z dniem 31 maja 1935 został przeniesiony w stan nieczynny na 12 miesięcy. W następnym roku został przeniesiony w stan spoczynku.
1 czerwca został radcą w Ministerstwie Spraw Zagranicznych z V grupą uposażenia, a od 1 września 1936 do 1 września 1939 był konsulem generalnym RP w Hamburgu.
We Francji przebywał w obozie karnym Polskich Sił Zbrojnych na Zachodzie w Cerizay, a w Wielkiej Brytanii w Stacji Zbornej Oficerów Rothesay. Tam 8 marca 1943 zmarł i został pochowany na miejscowym cmentarzu.

## Ordery i odznaczenia
- Krzyż Srebrny Orderu Wojskowego Virtuti Militari nr 6637 (17 maja 1922)[15][2]
- Krzyż Niepodległości (20 lipca 1932)[16]
- Krzyż Kawalerski Orderu Odrodzenia Polski (10 listopada 1928)[17]
- Krzyż Walecznych (czterokrotnie: „za czyny męstwa i odwagi wykazane w bojach toczonych w latach 1918–1921”)
- Srebrny Krzyż Zasługi (16 marca 1928)[18]
- Medal Pamiątkowy za Wojnę 1918–1921[12]
- Medal Dziesięciolecia Odzyskanej Niepodległości[12]
- Krzyż Obrony Lwowa[19]
- Odznaka Sztabu Generalnego